# Valdeolivas
Valdeolivas község Spanyolországban, Cuenca tartományban. Valdeolivas Castilforte, Albendea, Villar del Infantado, Salmeroncillos, Salmerón és Arandilla del Arroyo községekkel határos. Lakosainak száma 202 fő (2024).

## Népesség
A település népessége az utóbbi években az alábbiak szerint változott:
| Lakosok száma | 279  | 269  | 259  | 276  | 239  | 214  | 199  | 202  | 204  | 202  |
|               | 2001 | 2004 | 2006 | 2009 | 2011 | 2014 | 2016 | 2019 | 2021 | 2024 |